# Чабан, Иван Иванович
Ива́н Ива́нович Чаба́н (укр. Іван Іванович Чабан; 24 июля 2006, Днепропетровск) — украинский футболист, полузащитник львовских «Карпат».

## Клубная карьера
Родился в Днепропетровске. В юношеском чемпионате Днепропетровской области и ДЮФЛУ выступал за местные клубы АФК «Днепр-2005», «Днепр» и ДАФ «Днепр». В начале августа 2022 года перебрался в «Днепр-1», где выступал за юношескую команду, но с 16-летнего возраста тренировался с первой командой. Впервые в заявку взрослой команды попал 23 октября 2022 года на победный (1:0) выездной поединок 9-го тура Премьер-лиги Украины против харьковского «Металлиста». Иван оставался на скамейке запасных все 90 минут.
В начале марта 2024 года подписал контракт с «Карпатами». С начала зимне-весенней части сезона 2024/25 тренировался вместе с первой командой «зелёно-белых». В футболке львовского клуба дебютировал 6 марта 2025 в ничейном (0:0) выездном поединке 20-го тура Премьер-лиги Украины против полтавской «Ворсклы». Чабан вышел на поле на 80-й минуте вместо Яна Костенко.

## Карьера в сборной
22 марта 2025 года дебютировал за сборную Украины (до 20 лет), отметившись забитым мячом в товарищеском победном (1:0) матче против молодёжной сборной Северной Ирландии.